# Tladan
Tladan is een bestuurslaag in het regentschap Magetan van de provincie Oost-Java, Indonesië. Tladan telt 2218 inwoners (volkstelling 2010).